# Gomeisa
Gomeisa (β Canis Minoris / β CMi / 3 Canis Minoris) es la segunda estrella más brillante de la constelación del Can Menor, detrás de Procyon (α Canis Minoris). De magnitud aparente +2,89, se encuentra a 170 años luz de distancia del sistema solar.

## Nombre
El nombre de Gomeisa proviene del árabe al-ghumaisa y significa «la del ojo legañoso» o «la que llora». La historia se refiere a una hermana que llora al quedar atrás cuando Canopo y Sirio corren al sur para salvar sus vidas.
Otros nombres menos utilizados que recibe esta estrella son Algomeyla —como aparece en las Tablas alfonsíes— y Gomelza.
Ocasionalmente ha sido llamada Al Gamus y Al Murzim, título que recibe β Canis Majoris.

## Características físicas
Gomeisa es una estrella caliente blanco-azulada de tipo espectral B8Ve, con una temperatura efectiva de 11.500 K. Unas 250 veces más luminosa que el Sol, su diámetro es cuatro veces mayor que el solar. Como otras estrellas afines, Gomeisa tiene una elevada velocidad de rotación, de al menos 250 km/s, 125 veces mayor que la del Sol. Dado que podemos estar mirando más hacia los polos de la estrella que hacia su ecuador, la velocidad puede ser bastante mayor. Las estrellas cuya temperatura es superior a 6500 K, como es el caso de Gomeisa, rotan muy deprisa, mientras que las estrellas cuya temperatura es inferior, como el Sol, rotan mucho más despacio. En este último caso, la existencia de un campo magnético hace que la velocidad de rotación vaya disminuyendo con el tiempo.
La rápida rotación genera un disco de materia en torno a la estrella que emite radiación, estando clasificada como una estrella Be, al igual que γ Cassiopeiae o Alcíone (η Tauri). El diámetro del disco —cuyo tamaño ha podido ser medido directamente— es casi cuatro veces mayor que el de la estrella. Al igual que Nunki (σ Sagittarii) o Adhara (ε Canis Majoris), está rodeada por una fina nube de gas y polvo interestelar calentada por la radiación que emite la estrella.
Gomeisa es una estrella ligeramente variable del tipo Gamma Cassiopeiae. Su brillo varía entre magnitud +2,84 y +2,92.